# 1753
Il 1753 (MDCCLIII in numeri romani) è un anno  del XVIII secolo.

## Eventi
- Prima assoluta della commedia La locandiera di Carlo Goldoni a cura della compagnia Medebach.
- Anno in cui è stato introdotto il calendario gregoriano in Gran Bretagna.
- 15 gennaio – Per iniziativa del dottore e botanico Hans Sloane (e poi per approvazione parlamentare) apre al pubblico il British Museum a Londra.
- 5 settembre – Trattato di Rovereto fra l'Impero d'Austria e Repubblica di Venezia.
- Claude Geoffroy Junine dimostra che il Bismuto è un elemento chimico distinto dallo Stagno e dal Piombo che fin dall'antichità venivano confusi con esso.
- Il botanico svedese Carl von Linné pubblica Species Plantarum, un’esaustiva opera di classificazione della flora europea, gettando le basi della moderna nomenclatura binomiale.

## Nati

### Gennaio
- 9 gennaio - Luísa Todi, mezzosoprano portoghese († 1833)
- 12 gennaio - Giovanni Leonardo Marugj, medico italiano († 1836)
- 12 gennaio - Bernhard von Eskeles, banchiere austriaco († 1839)
- 13 gennaio - Bartolomeo Gandolfi, fisico, chimico e naturalista italiano († 1824)
- 14 gennaio - Jan Chrystian Kamsetzer, architetto e pittore tedesco († 1795)
- 23 gennaio - Giuseppe Maria Giovene, naturalista, agronomo e meteorologo italiano († 1837)
- 26 gennaio - Elizabeth Hamilton, nobildonna scozzese († 1797)

### Febbraio
- 1º febbraio - Franz Paul Grua, compositore e violinista tedesco († 1833)
- 2 febbraio - Catherine Hübscher, nobildonna francese († 1835)
- 2 febbraio - Giacomo Raffaelli, artista italiano († 1836)
- 3 febbraio - Jean Nicolas Stofflet, generale francese († 1796)
- 6 febbraio - Évariste de Parny, poeta francese († 1814)
- 7 febbraio - Ugo di Basseville, giornalista, diplomatico e rivoluzionario francese († 1793)
- 7 febbraio - Rhijnvis Feith, scrittore e poeta olandese († 1824)
- 9 febbraio - Alessandro Tommasini, arcivescovo cattolico italiano († 1826)
- 12 febbraio - François-Paul Brueys D'Aigalliers, ammiraglio francese († 1798)
- 24 febbraio - Henri-Pierre Danloux, pittore francese († 1809)
- 25 febbraio - Johann Karl Christoph Nachtigal, teologo tedesco († 1819)
- 25 febbraio - Frances Twysden, nobildonna inglese († 1821)

### Marzo
- 4 marzo - Károly Zichy, nobile, politico e magistrato ungherese († 1826)
- 6 marzo - Jean-Baptiste Kléber, generale francese († 1800)
- 6 marzo - Francesco Melzi d'Eril, nobile e politico italiano († 1816)
- 8 marzo - William Roscoe, storico e poeta inglese († 1831)
- 12 marzo - Hugh Fortescue, I conte di Fortescue, nobile inglese († 1841)
- 12 marzo - Jean-Denis Lanjuinais, politico, rivoluzionario e scrittore francese († 1827)
- 12 marzo - Justus Christian Loder, chirurgo e anatomista tedesco († 1832)
- 12 marzo - Franz Volkmar Reinhard, teologo tedesco († 1812)
- 13 marzo - James Gunn, politico e generale statunitense († 1801)
- 13 marzo - Luisa Maria Adelaide di Borbone, nobile francese († 1821)
- 15 marzo - Richard Varick, politico e avvocato statunitense († 1831)
- 17 marzo - Charles Stanhope, III conte di Harrington, nobile e ufficiale inglese († 1829)
- 26 marzo - Benjamin Thompson, fisico e ingegnere statunitense († 1814)
- 27 marzo - Andrew Bell, prete scozzese († 1832)
- 30 marzo - Nikolaj Sergeevič Volkonskij, generale e ambasciatore russo († 1821)

### Aprile
- 1º aprile - Joseph de Maistre, filosofo, politico e diplomatico italiano († 1821)
- 3 aprile - Jean-François Delacroix, politico francese († 1794)
- 10 aprile - Giovanni Marchetti, arcivescovo cattolico italiano († 1829)
- 10 aprile - Matteo Procopio, filologo, presbitero e letterato italiano († 1811)
- 12 aprile - Joseph Philippe François Deleuze, naturalista e botanico francese († 1835)
- 18 aprile - George Townshend, II marchese Townshend, nobile e politico inglese († 1811)
- 23 aprile - François Joseph Bouvet de Précourt, ammiraglio francese († 1832)
- 26 aprile - Pierre César Charles de Sercey, ammiraglio francese († 1836)
- 27 aprile - François Palamède de Suffren, botanico francese († 1824)
- 28 aprile - Franz Karl Achard, scienziato tedesco († 1821)

### Maggio
- 1º maggio - Jacques Alexis Thuriot, politico, avvocato e rivoluzionario francese († 1829)
- 4 maggio - Nikolaj Aleksandrovič L'vov, architetto, poeta e etnografo russo († 1803)
- 8 maggio - Miguel Hidalgo y Costilla, rivoluzionario e religioso messicano († 1811)
- 8 maggio - Phillis Wheatley, poetessa statunitense († 1784)
- 12 maggio - Agustín Esteve, pittore e incisore spagnolo
- 13 maggio - Lazare Carnot, generale, matematico e fisico francese († 1823)
- 25 maggio - Carlo Imbonati, nobile italiano († 1805)
- 31 maggio - Pierre Victurnien Vergniaud, avvocato, politico e rivoluzionario francese († 1793)

### Giugno
- 4 giugno - Carlo Fea, archeologo e collezionista d'arte italiano († 1836)
- 4 giugno - Johann Philipp Gabler, teologo tedesco († 1826)
- 5 giugno - Johann Friedrich August Göttling, chimico tedesco († 1809)
- 8 giugno - August Friedrich Wilhelm Crome, economista e statistico tedesco († 1833)
- 9 giugno - André Dutertre, pittore e disegnatore francese († 1842)
- 10 giugno - William Eustis, politico e statistico statunitense († 1825)
- 13 giugno - Johan Afzelius, chimico svedese († 1837)
- 14 giugno - Luigi I d'Assia, sovrano tedesco († 1830)
- 17 giugno - George Nugent-Temple-Grenville, I marchese di Buckingham, giurista e politico britannico († 1813)
- 20 giugno - Michel-Jean Borch, naturalista polacco († 1810)
- 24 giugno - William Hull, generale e politico statunitense († 1825)
- 26 giugno - Antoine Rivaroli, scrittore, giornalista e aforista francese († 1801)
- 28 giugno - Anton Stadler, clarinettista austriaco († 1812)
- 30 giugno - Gabriele Maria Gravina, arcivescovo cattolico italiano († 1840)

### Luglio
- 4 luglio - Jean-Pierre Blanchard, pioniere dell'aviazione e inventore francese († 1809)
- 5 luglio - Charles Hamilton, VIII conte di Haddington, nobile scozzese († 1828)
- 9 luglio - William Waldegrave, I barone Radstock, ammiraglio inglese († 1825)
- 18 luglio - Maria Anna di Zweibrücken-Birkenfeld, principessa tedesca († 1824)
- 19 luglio - Romoaldo Braschi-Onesti, cardinale italiano († 1817)
- 20 luglio - Giovanni Motta, pittore italiano († 1817)
- 25 luglio - Santiago de Liniers, militare, ammiraglio e politico argentino († 1810)
- 27 luglio - Christian Jakob Kraus, linguista e bibliotecario tedesco († 1807)
- 27 luglio - Andrea Mazzitelli, militare e marinaio italiano († 1800)

### Agosto
- 3 agosto - Charles Stanhope, III conte di Stanhope, nobile, scienziato e ambasciatore britannico († 1816)
- 4 agosto - Aurelio de' Giorgi Bertola, poeta e scrittore italiano († 1798)
- 6 agosto - Pierre Cuillier-Perron, militare e avventuriero francese († 1834)
- 8 agosto - Matvej Ivanovič Platov, generale russo († 1818)
- 8 agosto - José Justo Salcedo y Arauco, ammiraglio spagnolo († 1825)
- 10 agosto - François Aimé Louis Dumoulin, disegnatore, pittore e incisore svizzero († 1834)
- 10 agosto - Edmund Randolph, politico statunitense († 1813)
- 12 agosto - Thomas Bewick, incisore inglese († 1828)
- 14 agosto - Christoph Kaufmann, filosofo e medico svizzero († 1795)
- 17 agosto - Josef Dobrovský, filologo, storico e slavista ceco († 1829)
- 19 agosto - Anne Nompar de Caumont, nobildonna francese († 1842)
- 19 agosto - Giovanni Amat Malliano, generale italiano († 1833)
- 22 agosto - Gaetano Filangieri, giurista e filosofo italiano († 1788)
- 24 agosto - Louis-Marie de La Révellière-Lépeaux, politico francese († 1824)
- 24 agosto - Aleksandr Michajlovič Rimskij-Korsakov, generale russo († 1840)
- 26 agosto - Giuseppina Teresa di Lorena-Armagnac, principessa († 1797)
- 30 agosto - Auguste Marie Raymond d'Arenberg, generale belga († 1833)

### Settembre
- 2 settembre - Maria Giuseppina di Savoia, principessa († 1810)
- 2 settembre - John Borlase Warren, ammiraglio e politico britannico († 1822)
- 6 settembre - Marzio Mastrilli, politico e diplomatico italiano († 1833)
- 10 settembre - John Soane, architetto inglese († 1837)
- 11 settembre - Giovanni Antonio Antolini, architetto, ingegnere e urbanista italiano († 1841)
- 14 settembre - Louis-François-Sébastien Fauvel, pittore, diplomatico e archeologo francese († 1838)
- 15 settembre - Filippo Filonardi, arcivescovo cattolico italiano († 1834)
- 16 settembre - Märta Helena Reenstierna, scrittrice svedese († 1841)
- 17 settembre - Georg Christian Knapp, teologo tedesco († 1825)
- 25 settembre - Giovanni Battista Canaveri, vescovo cattolico italiano († 1811)
- 28 settembre - Jean-François Pagès des Huttes, nobile e militare francese († 1789)

### Ottobre
- 4 ottobre - Anna Heinel, ballerina tedesca († 1808)
- 8 ottobre - Sofia Albertina di Svezia, principessa e religiosa svedese († 1829)
- 11 ottobre - Federico di Danimarca, nobile danese († 1805)
- 18 ottobre - Jean-Jacques Régis de Cambacérès, giurista e politico francese († 1824)
- 19 ottobre - Carolina Ulrica Amalia di Sassonia-Coburgo-Saalfeld, principessa († 1829)
- 21 ottobre - Eugenio Ilarione di Savoia-Carignano, principe († 1785)
- 23 ottobre - Rosario Gregorio, storico italiano († 1809)
- 25 ottobre - Ottavio Assarotti, religioso e teologo italiano († 1829)
- 29 ottobre - Nicola Fergola, matematico italiano († 1824)
- 29 ottobre - Charlotte Stuart, duchessa di Albany, nobile scozzese († 1789)

### Novembre
- 1º novembre - Félix María Calleja del Rey, militare spagnolo († 1828)
- 3 novembre - August Gottlieb Meißner, commediografo e scrittore tedesco († 1807)
- 4 novembre - Wilhelm Gottlieb Becker, storico dell'arte, numismatico e scrittore tedesco († 1813)
- 4 novembre - Jean-Michel Beysser, generale francese († 1794)
- 6 novembre - George Beaumont, nobile, mecenate e collezionista d'arte britannico († 1827)
- 6 novembre - Jean-Baptiste Bréval, compositore e violoncellista francese († 1823)
- 10 novembre - Jean-Antoine-Théodore Giroust, pittore francese († 1817)
- 10 novembre - Josiah Harmar, generale statunitense († 1813)
- 13 novembre - Ippolito Pindemonte, poeta, letterato e traduttore italiano († 1828)
- 14 novembre - Johann Aloys Josef von Hügel, diplomatico e politico austriaco († 1825)
- 16 novembre - James McHenry, politico e statistico statunitense († 1816)
- 20 novembre - Louis Alexandre Berthier, generale francese († 1815)
- 21 novembre - Johann Ludwig Josef von Cobenzl, politico e diplomatico austriaco († 1809)
- 22 novembre - François Levaillant, esploratore e ornitologo francese († 1824)
- 22 novembre - Dugald Stewart, filosofo britannico († 1828)
- 23 novembre - Mathieu Dumas, generale e storico francese († 1837)
- 30 novembre - Johann Schenk, compositore austriaco († 1836)

### Dicembre
- 3 dicembre - Samuel Crompton, inventore britannico († 1827)
- 9 dicembre - Jean-Claude Naigeon, pittore francese († 1832)
- 12 dicembre - William Beechey, pittore inglese († 1839)
- 13 dicembre - Giuseppe Avanzini, matematico e fisico italiano († 1827)
- 21 dicembre - Robert Crown, ammiraglio russo († 1841)
- 25 dicembre - Emmanuel Henri Louis Alexandre de Launay, politico francese († 1812)
- 25 dicembre - María Manuela Pignatelli de Aragón y Gonzaga, nobile spagnola († 1816)
- 28 dicembre - Johann Friedrich Hahn, poeta tedesco († 1779)

### Senza giorno specificato
- Charles Stuart, generale scozzese († 1801)
- Claude-Louis Châtelet, pittore, disegnatore e incisore francese († 1795)
- Barthélémy Aréna, politico francese († 1832)
- Giuseppe Antonio Bonato, botanico italiano († 1836)
- Benjamin Brain, pugile inglese († 1794)
- Francesco Canaveri, medico e anatomista italiano († 1836)
- Nicolas Dalayrac, compositore francese († 1809)
- Martino De Boni, pittore italiano
- Antoine Deparcieux, matematico francese († 1799)
- Francesco Paolo Di Blasi, patriota e giurista italiano († 1795)
- Panedigrano, militare italiano († 1828)
- George Hay, VII marchese di Tweeddale, nobile scozzese († 1804)
- Elizabeth Inchbald, drammaturga, scrittrice e attrice teatrale britannica († 1821)
- Kitagawa Utamaro, pittore e disegnatore giapponese († 1806)
- Marcello Leopardi, pittore italiano († 1795)
- Pëtr Vasil'evič Lopuchin, politico russo († 1827)
- Salomon Maimon, filosofo tedesco († 1800)
- Giuseppe Mirone Pasquali, chimico e naturalista italiano († 1804)
- George Montagu, naturalista, ornitologo e militare britannico († 1815)
- Nguyen Hue, generale e imperatore vietnamita († 1792)
- William Nicholson, chimico e saggista inglese († 1815)
- Edward Pigott, astronomo britannico († 1825)
- Giuseppe Plura il Giovane, scultore inglese
- Gaetano Poggiali, editore e bibliografo italiano († 1814)
- Pomare I, re († 1803)
- Stanisław Szczęsny Potocki, nobile e politico polacco († 1805)
- Caroline Rudolphi, educatrice e poetessa tedesca († 1811)
- Juan José de Sámano y Uribarri, generale spagnolo († 1821)
- Louis Hardouin Tarbé, politico e avvocato francese († 1806)
- Johann Friedrich Unger, editore e tipografo tedesco († 1804)
- Domingo Pérez de Grandallana y Sierra, ammiraglio spagnolo († 1807)

## Morti

### Gennaio
- 5 gennaio - Andreas Jakob von Dietrichstein, arcivescovo cattolico austriaco (n. 1689)
- 10 gennaio - Jean-Aimar Piganiol de La Force, scrittore e geografo francese (n. 1673)
- 11 gennaio - Hans Sloane, medico e naturalista britannico (n. 1660)
- 14 gennaio - George Berkeley, filosofo, teologo e vescovo anglicano irlandese (n. 1685)
- 14 gennaio - Simpert Kramer, architetto tedesco (n. 1679)
- 18 gennaio - Thomas Lyon, VIII conte di Strathmore e Kinghorne, nobile britannico (n. 1704)
- 19 gennaio - Maria Teresa del Liechtenstein, principessa austriaca (n. 1721)
- 20 gennaio - Anna Maria del Liechtenstein, principessa austriaca (n. 1699)
- 20 gennaio - Enrichetta Cristina di Brunswick-Wolfenbüttel, duchessa (n. 1669)
- 23 gennaio - Luisa Benedetta di Borbone-Condé, principessa francese (n. 1676)
- 26 gennaio - Caetano da Costa, vescovo cattolico portoghese (n. 1681)
- 28 gennaio - Siard Nosecký, pittore e religioso boemo (n. 1693)
- 31 gennaio - Jean Thierry du Mont, conte di Gages, generale francese (n. 1682)

### Febbraio
- 5 febbraio - Giovanni Marangoni, teologo e archeologo italiano (n. 1673)
- 7 febbraio - Giovanni Alberto Ristori, compositore e organista italiano (n. 1692)
- 9 febbraio - Carl Hårleman, architetto svedese (n. 1700)
- 16 febbraio - Giacomo Facco, compositore, violoncellista e violinista italiano (n. 1676)
- 16 febbraio - Tommaso Ruffo, cardinale e arcivescovo cattolico italiano (n. 1663)
- 22 febbraio - Eleonora Maria di Löwenstein-Wertheim-Rochefort, principessa tedesca (n. 1686)
- 22 febbraio - Antonio Maria Ruffo, cardinale italiano (n. 1687)
- 22 febbraio - Matteo Trigona, arcivescovo cattolico italiano (n. 1679)

### Marzo
- 13 marzo - Antonio Saverio Gentili, cardinale italiano (n. 1681)
- 15 marzo - Francesco Anichini, archivista e storico italiano (n. 1690)
- 21 marzo - Franz Ernst Brückmann, medico, naturalista e mineralogista tedesco (n. 1697)
- 21 marzo - Filippo Gentili, nobile italiano (n. 1690)

### Maggio
- 8 maggio - Massimiliano d'Assia-Kassel (n. 1689)
- 9 maggio - Alexandre de Gusmão, scrittore e diplomatico portoghese (n. 1695)
- 10 maggio - Nicolas Fatio de Duillier, matematico e astronomo svizzero (n. 1664)
- 11 maggio - Jean-Joseph Languet de Gergy, arcivescovo cattolico e teologo francese (n. 1677)
- 19 maggio - Jacques Aubert, compositore e violinista francese (n. 1689)

### Giugno
- 3 giugno - Johann Philipp Anton von und zu Frankenstein, vescovo cattolico tedesco (n. 1695)
- 10 giugno - Hagop Bedros II Hovsepian, patriarca cattolico siriano (n. 1689)
- 10 giugno - Joachim Ludwig Schultheiß von Unfriedt, architetto tedesco (n. 1678)

### Luglio
- 15 luglio - Thomas Fermor, I conte di Pomfret, nobile inglese (n. 1698)
- 25 luglio - Antonio Maccioni, gesuita, missionario e scrittore spagnolo (n. 1671)
- 26 luglio - Celestino Galiani, arcivescovo cattolico italiano (n. 1681)

### Agosto
- 3 agosto - Louis Henri de La Tour d'Auvergne, nobile francese (n. 1679)
- 4 agosto - Gottfried Silbermann, organaro tedesco (n. 1683)
- 5 agosto - Johann Gottfried Auerbach, pittore e incisore austriaco (n. 1697)
- 17 agosto - Michele Ricciardi, pittore italiano (n. 1671)
- 19 agosto - Johann Balthasar Neumann, architetto e ingegnere tedesco (n. 1687)
- 28 agosto - Francesco Paolo Supriani, violoncellista e compositore italiano (n. 1678)

### Settembre
- 10 settembre - Claude Gros de Boze, numismatico francese (n. 1680)
- 16 settembre - Georg Wenzeslaus von Knobelsdorff, architetto tedesco (n. 1699)
- 18 settembre - Cristoforo Žefarović, artista e scrittore bulgaro (n. 1690)

### Ottobre
- 3 ottobre - Gian Pietro Gaffori, patriota e medico italiano (n. 1710)
- 7 ottobre - Carlo Bossi, vescovo cattolico italiano (n. 1669)
- 12 ottobre - Danvers Osborn, III baronetto, politico e nobile britannico (n. 1715)
- 23 ottobre - Giuseppe Ginanni, naturalista italiano (n. 1692)
- 29 ottobre - Johann Gottfried Fehre, architetto tedesco (n. 1685)
- 31 ottobre - José Alfonso Meléndez, arcivescovo cattolico spagnolo (n. 1690)

### Novembre
- 4 novembre - Johann Nicolaus Bach, organista e compositore tedesco (n. 1669)
- 9 novembre - Carlo Augusto di Nassau-Weilburg, militare tedesco (n. 1685)
- 10 novembre - Bertrand-François Mahé de La Bourdonnais, militare e politico francese (n. 1699)

### Dicembre
- 6 dicembre - Jane Hamilton, nobildonna scozzese (n. 1704)
- 6 dicembre - Luigi Riccoboni, attore teatrale e scrittore italiano (n. 1676)
- 9 dicembre - Scipione Cignaroli, pittore italiano (n. 1690)
- 15 dicembre - Richard Boyle, III conte di Burlington, architetto inglese (n. 1694)
- 23 dicembre - Filippo Barigioni, architetto italiano (n. 1672)

### Senza giorno specificato
- Domenico Auletta, compositore e organista italiano (n. 1723)
- Ferdinando Sigismondo Delamonce, architetto francese (n. 1678)
- Robert Dundas il Vecchio, giurista scozzese (n. 1685)
- Stefano Lomellini, doge (n. 1683)
- Angelo Marchetti, matematico e cosmografo italiano (n. 1674)
- Miyagawa Chōshun, pittore giapponese (n. 1683)
- Nişancı Hacı Ahmed Pascià, politico ottomano
- André Joseph Panckoucke, scrittore e editore francese (n. 1700)
- William Stephens, politico britannico (n. 1671)
- Giuseppe Valentini, compositore, violinista e poeta italiano (n. 1681)
- Candido Vitali, pittore italiano (n. 1680)
- Divitdar Mehmed Pascià, politico ottomano

## Calendario
| Calendario 1753 | Calendario 1753 | Calendario 1753 | Calendario 1753 | Calendario 1753 | Calendario 1753 | Calendario 1753 | Calendario 1753 | Calendario 1753 | Calendario 1753 | Calendario 1753 | Calendario 1753 | Calendario 1753 | Calendario 1753 | Calendario 1753 | Calendario 1753 | Calendario 1753 | Calendario 1753 | Calendario 1753 | Calendario 1753 | Calendario 1753 | Calendario 1753 | Calendario 1753 | Calendario 1753 | Calendario 1753 | Calendario 1753 | Calendario 1753 | Calendario 1753 | Calendario 1753 | Calendario 1753 | Calendario 1753 | Calendario 1753 | Calendario 1753 |
| --------------- | --------------- | --------------- | --------------- | --------------- | --------------- | --------------- | --------------- | --------------- | --------------- | --------------- | --------------- | --------------- | --------------- | --------------- | --------------- | --------------- | --------------- | --------------- | --------------- | --------------- | --------------- | --------------- | --------------- | --------------- | --------------- | --------------- | --------------- | --------------- | --------------- | --------------- | --------------- | --------------- |
|                 | 1               | 2               | 3               | 4               | 5               | 6               | 7               | 8               | 9               | 10              | 11              | 12              | 13              | 14              | 15              | 16              | 17              | 18              | 19              | 20              | 21              | 22              | 23              | 24              | 25              | 26              | 27              | 28              | 29              | 30              | 31              |                 |
| Gennaio         | Lu              | Ma              | Me              | Gi              | Ve              | Sa              | Do              | Lu              | Ma              | Me              | Gi              | Ve              | Sa              | Do              | Lu              | Ma              | Me              | Gi              | Ve              | Sa              | Do              | Lu              | Ma              | Me              | Gi              | Ve              | Sa              | Do              | Lu              | Ma              | Me              |                 |
| Febbraio        | Gi              | Ve              | Sa              | Do              | Lu              | Ma              | Me              | Gi              | Ve              | Sa              | Do              | Lu              | Ma              | Me              | Gi              | Ve              | Sa              | Do              | Lu              | Ma              | Me              | Gi              | Ve              | Sa              | Do              | Lu              | Ma              | Me              |                 |                 |                 |                 |
| Marzo           | Gi              | Ve              | Sa              | Do              | Lu              | Ma              | Me              | Gi              | Ve              | Sa              | Do              | Lu              | Ma              | Me              | Gi              | Ve              | Sa              | Do              | Lu              | Ma              | Me              | Gi              | Ve              | Sa              | Do              | Lu              | Ma              | Me              | Gi              | Ve              | Sa              |                 |
| Aprile          | Do              | Lu              | Ma              | Me              | Gi              | Ve              | Sa              | Do              | Lu              | Ma              | Me              | Gi              | Ve              | Sa              | Do              | Lu              | Ma              | Me              | Gi              | Ve              | Sa              | Do              | Lu              | Ma              | Me              | Gi              | Ve              | Sa              | Do              | Lu              |                 |                 |
| Maggio          | Ma              | Me              | Gi              | Ve              | Sa              | Do              | Lu              | Ma              | Me              | Gi              | Ve              | Sa              | Do              | Lu              | Ma              | Me              | Gi              | Ve              | Sa              | Do              | Lu              | Ma              | Me              | Gi              | Ve              | Sa              | Do              | Lu              | Ma              | Me              | Gi              |                 |
| Giugno          | Ve              | Sa              | Do              | Lu              | Ma              | Me              | Gi              | Ve              | Sa              | Do              | Lu              | Ma              | Me              | Gi              | Ve              | Sa              | Do              | Lu              | Ma              | Me              | Gi              | Ve              | Sa              | Do              | Lu              | Ma              | Me              | Gi              | Ve              | Sa              |                 |                 |
| Luglio          | Do              | Lu              | Ma              | Me              | Gi              | Ve              | Sa              | Do              | Lu              | Ma              | Me              | Gi              | Ve              | Sa              | Do              | Lu              | Ma              | Me              | Gi              | Ve              | Sa              | Do              | Lu              | Ma              | Me              | Gi              | Ve              | Sa              | Do              | Lu              | Ma              |                 |
| Agosto          | Me              | Gi              | Ve              | Sa              | Do              | Lu              | Ma              | Me              | Gi              | Ve              | Sa              | Do              | Lu              | Ma              | Me              | Gi              | Ve              | Sa              | Do              | Lu              | Ma              | Me              | Gi              | Ve              | Sa              | Do              | Lu              | Ma              | Me              | Gi              | Ve              |                 |
| Settembre       | Sa              | Do              | Lu              | Ma              | Me              | Gi              | Ve              | Sa              | Do              | Lu              | Ma              | Me              | Gi              | Ve              | Sa              | Do              | Lu              | Ma              | Me              | Gi              | Ve              | Sa              | Do              | Lu              | Ma              | Me              | Gi              | Ve              | Sa              | Do              |                 |                 |
| Ottobre         | Lu              | Ma              | Me              | Gi              | Ve              | Sa              | Do              | Lu              | Ma              | Me              | Gi              | Ve              | Sa              | Do              | Lu              | Ma              | Me              | Gi              | Ve              | Sa              | Do              | Lu              | Ma              | Me              | Gi              | Ve              | Sa              | Do              | Lu              | Ma              | Me              |                 |
| Novembre        | Gi              | Ve              | Sa              | Do              | Lu              | Ma              | Me              | Gi              | Ve              | Sa              | Do              | Lu              | Ma              | Me              | Gi              | Ve              | Sa              | Do              | Lu              | Ma              | Me              | Gi              | Ve              | Sa              | Do              | Lu              | Ma              | Me              | Gi              | Ve              |                 |                 |
| Dicembre        | Sa              | Do              | Lu              | Ma              | Me              | Gi              | Ve              | Sa              | Do              | Lu              | Ma              | Me              | Gi              | Ve              | Sa              | Do              | Lu              | Ma              | Me              | Gi              | Ve              | Sa              | Do              | Lu              | Ma              | Me              | Gi              | Ve              | Sa              | Do              | Lu              |                 |